# Acácio Gil Borsoi
Acácio Gil Borsoi (Rio de Janeiro, 2 de outubro de 1924 – São Paulo, 4 de novembro de 2009) foi um arquiteto e professor brasileiro.

## Biografia

### Família
Acácio nasceu em Engenho Velho, antiga freguesia do Rio de Janeiro. É neto de imigrantes italianos de Treviso, na região dos Alpes, e filho caçula de Inayá Pinheiro e Antônio Borsoi. Seu pai foi arquiteto-desenhista e decorador formado no Liceu de Artes e Ofícios de São Paulo.

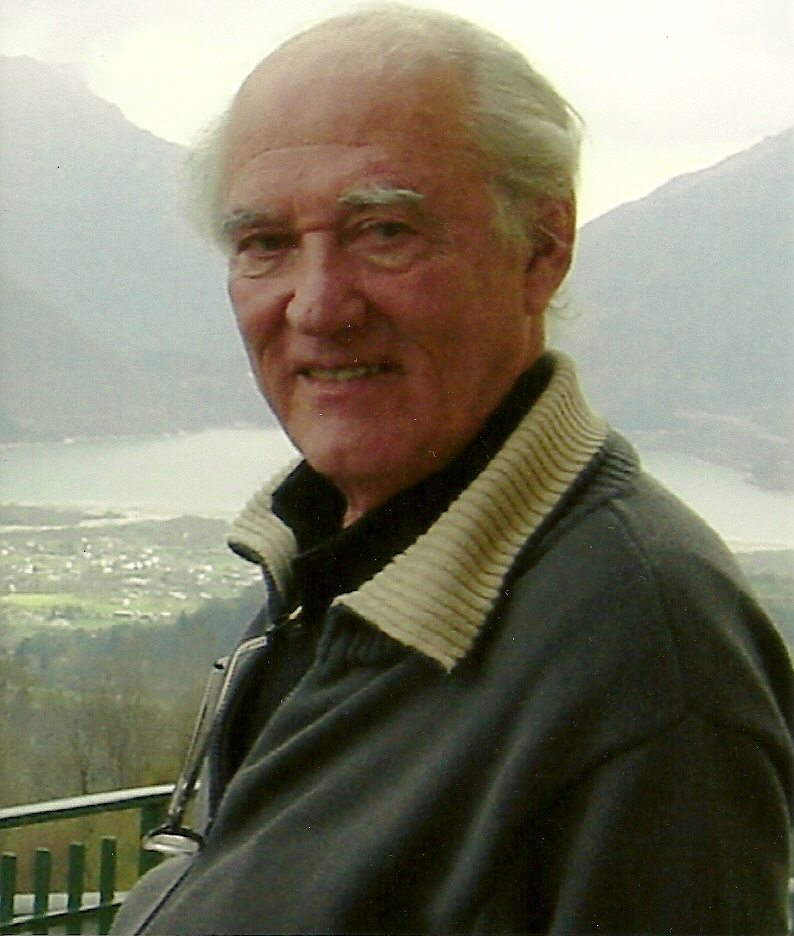
Borsoi na Itália

A convivência com o pai, autor de projetos de reformas e interiores como os da Confeitaria Colombo e do Palácio Guanabara, despertou em Acácio a paixão pelo ofício que logo começou a trabalhar com Antônio.

### Formação
Estudou na sua juventude no Colégio dos Irmãos Maristas. Formou-se em 1949 pela Faculdade Nacional de Arquitetura da Universidade do Brasil, atual Universidade Federal do Rio de Janeiro (UFRJ), chegando a estagiar no escritório de Affonso Eduardo Reidy, onde participou do projeto do Conjunto Habitacional do Pedregulho.

## Carreira
Antes mesmo de se formar, Acácio montou um pequeno escritório com Almir Gadelha e Arthur Coelho. Em 1951, mudou-se para Recife onde virou professor da Escola de Belas Artes de Pernambuco. Além das atividades de ensino, abriu um escritório de arquitetura na capital pernambucana, onde elaborou o projeto do Hospital da Restauração.
Posteriormente virou professor da Universidade Federal de Pernambuco (UFPE), fundada em 1955, onde contribuiu em conjunto com Delfim Amorim para a difusão da arquitetura moderna no Nordeste. Em 1959 viajou à Europa onde visitou escolas de arquitetura e design em países como Dinamarca, França, Alemanha e Finlândia.
Ao longo de sua carreira, participou de diversos projetos de construção de casas populares, a exemplo da Cidade Satélite, em Natal. Chegou a ser preso durante a Ditadura militar, permanecendo detido durante duas semanas, após ter participado de uma missão de arquitetos do IAB que visitou Cuba. Em 2005 recebeu o Colar de Ouro do Instituto de Arquitetos do Brasil durante a Bienal Internacional de Arquitetura, em São Paulo.

## Vida pessoal
Do seu primeiro casamento, teve 4 filhos, Marco Antonio Gil Borsoi, Angela Gil Borsoi, Eduardo Gil Borsoi e Monica Gil Borsoi. Dos quais, Marco Antonio e Eduardo também são arquitetos. Foi casado durante mais de 40 anos com Janete Costa, também arquiteta, com quem teve uma única filha, Roberta Borsoi.

### Morte
Acácio Borsoi morreu no dia 4 de novembro de 2009, em decorrência de um câncer. Foi enterrado no Cemitério Morada da Paz, no Recife.

## Lista parcial de obras

### Anos 50 - Matriz Racionalista
- Hospital de Pronto Socorro do Recife (1951), atual Hospital da Restauração, percebe-se a hegemonia do objeto na perspectiva de sua implantação, enfatizada na escala, na modulação dos planos de luz e de fechamento.
- Museu de Arte Moderna do Recife (1955), toma sua inspiração da localização simbólica nas margens do Capibaribe. Em um prisma sob pilotis, duas paredes de vidro inclinadas sugerem uma espécie de vitrine transparente e vazada, possível por meio de uma estrutura independente de pilares em “V” e lajes em balanço.
- Residência José Macedo (1957) em Fortaleza, CE, a ordem compositiva ajusta-se à liberdade gerada pelos espaços abertos, terraços sombreados e pátios de convivência e lazer.
- Residência Cassiano Ribeiro Coutinho (1958) (PB), destaca-se a espacialidade projetada marcando a relação interior/exterior, na filtragem da luz e no Jardim de Burle Marx, garantindo continuidade e integração com a natureza.

### Anos 60 - Revisão Regional, Tecnológica e Formal
- Edifício de Escritório Santo Antonio (1963) a volumetria integra-se ao tecido urbano do centro da cidade. A fachada principal voltado para o poente, reinterpreta a textura do combogó de cimento emoldurado por perfis de concreto, funcionando como uma parede diafragma que filtra e modula a luz solar.
- Edifício Sede do BANDEPE (1967) a composição segue o estudo dos visuais identificadoras da sua imagem no centro do Recife, nas margens do Capibaribe. O prédio, uma torre de concreto de seção quadrada, e um anexo não construído, é tratado com elementos verticais em concreto pré-moldado dispostos irregularmente que garantem controle da luminosidade e modenatura do claro/escuro, destacando, ainda, a massa e peso do auditório no coroamento.
- Edifício Residencial Mirage (1967)  faz explodir o volumétrico/ prismático do movimento moderno. A liberdade de vistas e ventilação são garantidas pelo ritmo denteado das fachadas e janelas de canto, constituindo quase um manifesto de afirmação compositiva das novas posturas edilícas.
- Edifício Residencial Portinari (1972), uma planta experimental de traçado regulador elíptico gera a possibilidade de estabelecer no observador sempre novas relações, entre a luz e a sombra, o aberto e o fechado, e as superfícies curvas côncavas e convexas.
- Edifícios Residenciais Rembrant (1977) e Debret (1979), ambos , representam a criação de verdadeiras casas superpostas, com amplas e sombreadoras varandas, reveladas nos variados jogos de volumes das fachadas. Tipologicamente significa a elaboração da hipótese formal do prédio estreito, alto e comprido, valorizados nos aspectos construtivos, proporções e detalhes.
- Edifício Maria Juliana (1985) constitui o livre exercício geométrico do grande apartamento urbano, bem equipado, na orla de Boa Viagem. Esta obra revela uma característica marcante na obra de Borsoi. A operação de montagem compositiva a partir da permanente redefinição dos elementos arquitetônicos, e uma metáfora à própria fragmentação e colagem urbana contemporânea.

### Anos 70 a 90 - Obras Públicas

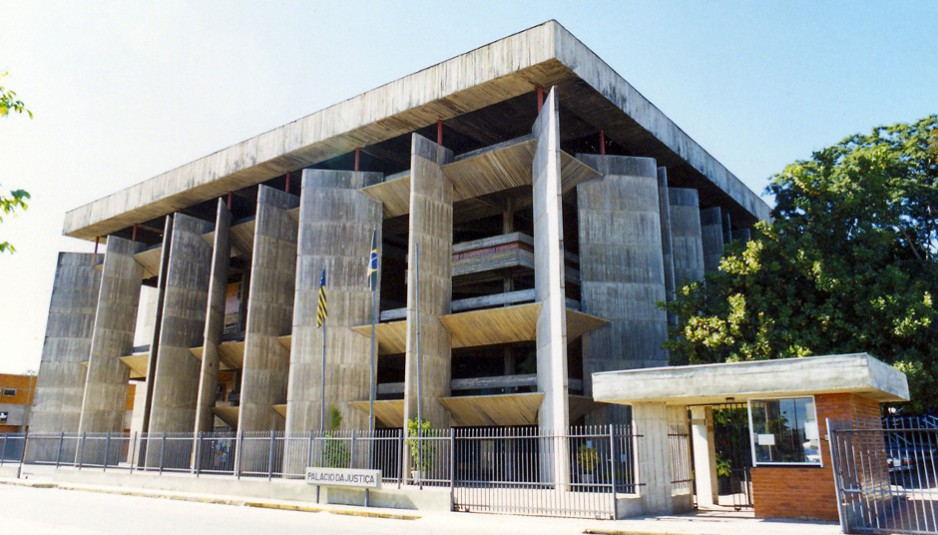
Antiga sede do Tribunal de Justiça do Estado do Piauí

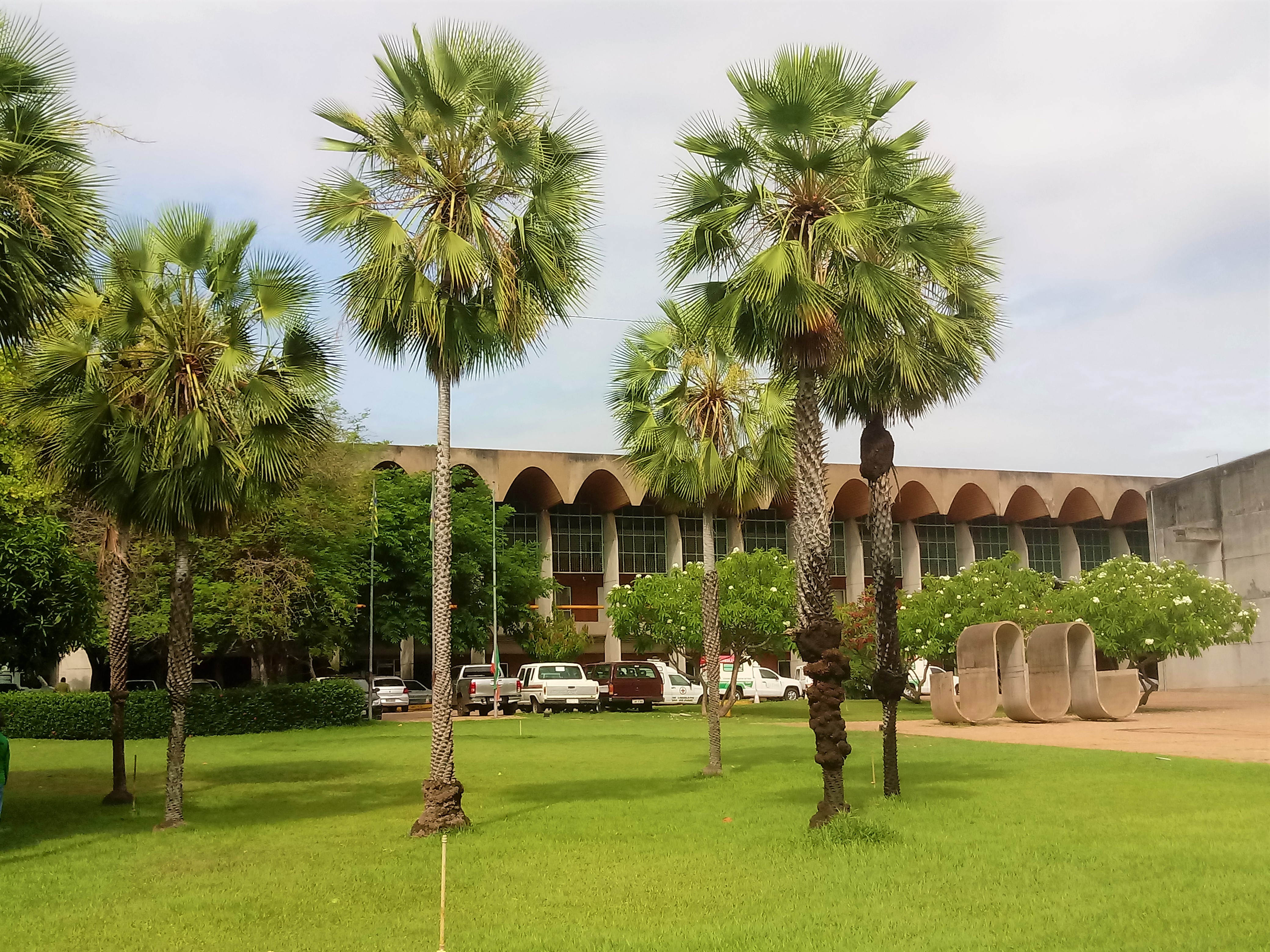
Palácio Petrônio Portela, em Teresina

- Fórum de Teresina (1972), procurou-se criar um edifício com aeração natural, capaz de se inscrever profundamente ao ambiente paisagístico e cultural da região. Os artifícios arquitetônicos do rigor geométrico da composição, proporção, ritmo e sentido monumental formam um expressivo contraponto com a natureza livre e informal. O longo pórtico vazado e as laminas verticais, permitem transparência e funcionam como alpendre, lugar de encontro e acessos protegidos do sol e da chuva.
- Edifício Sede do Ministério da Fazenda em Fortaleza/CE (1975), Borsoi desenvolveu os conceitos de “obra acabada”, exercitando uma metodologia projetual aberta às contribuições interdisciplinares, com o arquiteto assumindo a coordenação e condução do processo, definindo as ideias, o design e os procedimentos tecnológicos. O edifício obedeceu a um rigoroso sistema de coordenação modular tridimensional e uma racional tecnologia construtiva, no qual toda a parte externa foi revestida com a montagem de três tipos de elementos pré-moldados em concreto, incluindo a caixilharia.
- Palácio Petrônio Portela (Assembleia Legislativa do Piauí) (1984), foi concebida como “Casa do Povo”, um espaço aberto à participação popular no destino da coletividade. O edifício assume um caráter de elemento estruturante como prolongamento da paisagem, através dos dispositivos de controle bioclimático e ecológico de um amplo abrigo vazado. Está definido por altas e esbeltas colunas que dão ritmo, relevo, escala e sustentação à sinuosa coberta de tijolo armado, contrastando com o bloco opaco de concreto do plenário.
- Centro Administrativo de Uberlândia/MG (1990), o conjunto edificado procura retomar a ideia de lugar de referência na vida cívica, cultural e cotidiana da cidade. Sua concepção destaca, assim, a forte intenção com o sítio de implantação, o condicionamento ambiental, a construtividade material e a expressão arquitetônica. A reflexão construtiva associa-se aos parâmetros de escala, modenatura, policromia e definição dos detalhes para sintetizar o caráter de uma obra de arquitetura.

### De volta as Origens Cariocas
- Casa do Arquiteto no Rio de Janeiro (1986) está implantado na penedia de dois irmãos, de frente para o mar, tirando partido da paisagem e do perfil do terreno. A casa surge no solo inclinado da encosta como uma árvore, apoiando-se em quatro pilares e expandindo-se à semelhança de uma copa. Através dos balanços, na continuidade dos planos, atende às necessidades do programa e do dimensionamento dos espaços. A construção é basicamente em concreto, utilizando um processo de formas racionalizadas em módulo de 1,10 x 2,20.
- Ateliê Burle Max, no Rio de Janeiro, (1994) é obra de convivência e cumplicidade. A intenção inicial foi realizar um espaço de trabalho com ambiência propícia, e incorporar vestígios de antiga fachada de pedra da cidade, tão cara ao artista. A identidade arquitetural é gerada a partir da construção do espaço/ateliê, da luminosidade controlada, do pórtico/galeria sombreado, da definição do ingresso e da inserção na paisagem.